# Lijst van burgemeesters van Lekkerkerk
Dit is een lijst van burgemeesters van de voormalige Nederlandse gemeente Lekkerkerk tot die gemeente op 1 januari 1985 opging in de gemeente Nederlek.
| Ambtsperiode | Naam burgemeester                | Partij of stroming    | Straatnaam                                         | Bijzonderheden                                         |
| ------------ | -------------------------------- | --------------------- | -------------------------------------------------- | ------------------------------------------------------ |
| 1812 - 1850  | Jan Janzn Smits                  |                       |                                                    | maire/president gemeentebestuur/schout/burgemeester    |
| 1850 - 1856  | Arij Sebastiaan Smits            |                       |                                                    |                                                        |
| 1856 - 1887  | Reinier Blok                     |                       | Reinier Bloklaan                                   | eerder burgemeester van Gouderak                       |
| 1887 - 1893  | Willem de Gruijter               |                       |                                                    |                                                        |
| 1893 - 1928  | Jhr. Louis de Geer van Jutphaas  |                       |                                                    |                                                        |
| 1928 - 1938  | Cornelis Gerardus Roos           | Liberale Staatspartij | Cornelis Gerardus Roosweg, Burgemeester Roosstraat | omgekomen in concentratiekamp                          |
| 1938 - 1956  | Gerrit Cornelis van der Willigen | VVD                   | Burgemeester van der Willigenstraat                | later burgemeester van Haarlemmermeer en Leiden        |
| 1945 - 1945  | Marinus Hoogenboezem             | NSB                   |                                                    | Oorlogsburgemeester van maart tot en met mei 1945      |
| 1956 - 1971  | M.J. Muller                      | PvdA                  |                                                    |                                                        |
| 1971 - 1976  | Bob (A.) Mater                   | PvdA                  |                                                    | later burgemeester van Oosterhout                      |
| 1976 - 1982  | Hans (H.G.) Ouwerkerk            | PvdA                  |                                                    | later burgemeester van onder andere Emmen en Groningen |
| 1982 - 1985  | Corrie (C.J.) Nobel-van Vuren    | VVD                   |                                                    | waarnemend                                             |